# Zwierzyna czarna
Zwierzyna czarna – gruba zwierzyna, nieposiadająca lub niezrzucająca poroża. W Polsce do zwierzyny czarnej zaliczane są:
- dzik (Sus scrofa)
- muflon (Ovis musimon)